# معرفش ليه (ألبوم)
معرفش ليه هو ألبوم للمطربة اللبنانية نوال الزغبي، تم انتاجه وتوزيعه عام 14 مايو 2011 من قبل شركة ميلودي، والبوم مكون من 21 أغاني.

## الأغاني
- معرفش ليه
- هاقولك ايه
- امانه
- بالدقيقة والثواني
- الف وميه
- هنا القاهرة
- يوم اللي مشي
- فوق جروحي
- عندك
- قولها
- مني عينه
- يارايح